# Нака (Цаленджіхський муніципалітет)
Нака (груз. ნაკა) — село в Грузії.
За даними перепису населення 2014 року в селі проживає 42 особи.